# Route nationale 394
Die Route nationale 394, kurz N 394 oder RN 394, ist eine ehemalige französische Nationalstraße.
Die Straße wurde erstmals 1933 eingerichtet und zugleich in das Nationalstraßennetz aufgenommen.
Der Streckenverlauf der Straße verlief von einer Kreuzung mit der Nationalstraße N44, die etwa 23 Kilometer südöstlich von Reims liegt, bis nach Bar-le-Duc.
Im Jahr 1973 erfolgte die Herabstufung der Nationalstraße auf der gesamten Strecke. Sie wurde in die Département-Straße D994 umgewidmet.